# 東亞超級聯賽冠軍週
東亞超級聯賽冠軍週為東亞超級聯賽（EASL）舉辦的邀請賽會制賽事，原定為第一個主客場制賽季。冠軍週於2023年3月1日至3月5日在日本宇都宮市與沖繩市舉辦，前三天在宇都宮市，後兩天在沖繩市，前四天為小組賽。小組賽分為A、B組，A組球隊有臺北富邦勇士（P. LEAGUE+冠軍）、生力啤酒人（PBA菲律賓盃冠軍）、琉球黃金國王（B1聯賽亞軍）、安養KGC（韓國籃球聯賽亞軍），B組則有宇都宮皇者（B1聯賽冠軍）、首爾SK騎士（韓國籃球聯賽冠軍）、菲律賓電信（PBA菲律賓盃亞軍）、灣區翼龍（種子球隊）。冠軍球隊可獲得獎金25萬美元，亞軍則為10萬美元，季軍則是5萬美元。最終由安養KGC以90比84擊退首爾SK騎士拿下冠軍週冠軍，由奧馬里·斯佩爾曼獲選MVP。
冠軍週每隊每場可登錄兩名外籍球員（洋將），還有一名亞洲外籍球員（亞洲外援）或歸化球員，華裔球員與外籍生球員可視作本土球員。
東亞超級聯賽原定2022年10月至2023年2月舉辦主客場季賽制，後因COVID-19疫情關係調整為邀請賽會制改舉辦冠軍週。

## 小組賽

### A組
| 排名 | 隊伍         | 賽 | 勝 | 負 | 得  | 失  | 差  | 分 |            |
| ---- | ------------ | -- | -- | -- | --- | --- | --- | -- | ---------- |
| 1    | 安養KGC      | 2  | 2  | 0  | 236 | 156 | +80 | 4  | 挺進冠軍戰 |
| 2    | 琉球黃金國王 | 2  | 2  | 0  | 179 | 146 | +33 | 4  | 挺進季軍戰 |
| 3    | 臺北富邦勇士 | 2  | 0  | 2  | 147 | 177 | −30 | 2  |            |
| 4    | 生力啤酒人   | 2  | 0  | 2  | 155 | 238 | −83 | 2  |            |

| 2023年3月1日 | 臺北富邦勇士                          | 69–94                                 | 安養KGC                               | 宇都宮市 |
| 17:00        | 每節分數： 19–24、17–25、21–22、12–23 | 每節分數： 19–24、17–25、21–22、12–23 | 每節分數： 19–24、17–25、21–22、12–23 |          |
|              |                                       | 詳細數據                              |                                       |          |

| 2023年3月2日 | 琉球黃金國王                          | 96–68                                 | 生力啤酒人                            | 宇都宮市 |
| 19:30        | 每節分數： 24–17、25–11、21–20、26–20 | 每節分數： 24–17、25–11、21–20、26–20 | 每節分數： 24–17、25–11、21–20、26–20 |          |
|              |                                       | 詳細數據                              |                                       |          |

| 2023年3月4日 | 安養KGC                               | 142–87                                | 生力啤酒人                            | 沖繩市 |
| 16:00        | 每節分數： 40–20、29–16、40–29、33–22 | 每節分數： 40–20、29–16、40–29、33–22 | 每節分數： 40–20、29–16、40–29、33–22 |        |
|              |                                       | 詳細數據                              |                                       |        |

| 2023年3月4日 | 琉球黃金國王                         | 83–78                                | 臺北富邦勇士                         | 沖繩市 |
| 19:00        | 每節分數： 20–20、25–25、23–8、15–25 | 每節分數： 20–20、25–25、23–8、15–25 | 每節分數： 20–20、25–25、23–8、15–25 |        |
|              |                                      | 詳細數據                             |                                      |        |

### B組
| 排名 | 隊伍       | 賽 | 勝 | 負 | 得  | 失  | 差  | 分 |            |
| ---- | ---------- | -- | -- | -- | --- | --- | --- | -- | ---------- |
| 1    | 首爾SK騎士 | 2  | 2  | 0  | 172 | 153 | +19 | 4  | 挺進冠軍戰 |
| 2    | 灣區翼龍   | 2  | 1  | 1  | 180 | 182 | −2  | 3  | 挺進季軍戰 |
| 3    | 宇都宮皇者 | 2  | 1  | 1  | 189 | 162 | +27 | 3  |            |
| 4    | 菲律賓電信 | 2  | 0  | 2  | 135 | 179 | −44 | 2  |            |

| 2023年3月1日 | 宇都宮皇者                           | 99–66                                | 菲律賓電信                           | 宇都宮市 |
| 19:30        | 每節分數： 25–26、32–8、22–21、20–11 | 每節分數： 25–26、32–8、22–21、20–11 | 每節分數： 25–26、32–8、22–21、20–11 |          |
|              |                                      | 詳細數據                             |                                      |          |

| 2023年3月2日 | 首爾SK騎士                            | 92–84                                 | 灣區翼龍                              | 宇都宮市 |
| 17:00        | 每節分數： 18–20、24–27、22–20、28–17 | 每節分數： 18–20、24–27、22–20、28–17 | 每節分數： 18–20、24–27、22–20、28–17 |          |
|              |                                       | 詳細數據                              |                                       |          |

| 2023年3月3日 | 菲律賓電信                            | 69–80                                 | 首爾SK騎士                            | 宇都宮市 |
| 17:00        | 每節分數： 28–25、14–16、13–16、14–23 | 每節分數： 28–25、14–16、13–16、14–23 | 每節分數： 28–25、14–16、13–16、14–23 |          |
|              |                                       | 詳細數據                              |                                       |          |

| 2023年3月3日 | 宇都宮皇者                            | 90–96                                 | 灣區翼龍                              | 宇都宮市 |
| 19:30        | 每節分數： 17–23、32–24、16–26、25–23 | 每節分數： 17–23、32–24、16–26、25–23 | 每節分數： 17–23、32–24、16–26、25–23 |          |
|              |                                       | 詳細數據                              |                                       |          |

## 季軍戰
| 2023年3月5日 16:00 |

| 詳細數據 |

| 琉球黃金國王                          | 70–90 | 灣區翼龍 |
| 每節分數： 14–16、14–28、23–30、19–16 |       |          |

## 冠軍戰
| 2023年3月5日 19:00 |

| 詳細數據 |

| 安養KGC                               | 90–84 | 首爾SK騎士 |
| 每節分數： 25–27、24–10、17–24、24–23 |       |            |